# Åke Johansson (ishockeymålvakt)
Åke Johansson, är en svensk före detta professionell ishockeymålvakt som under sin karriär har spelat 5 säsonger för Luleå HF i Division 1, mellan åren 1977 och 1982.